# 生态批评
生态批评是从跨学科角度研究文学和环境，在这个过程中，文学学者以科际整合的角度分析环境，为改善当代环境状况出谋划策，并审视文学处理自然主题的多样方式。在美国，生态批评常和文学与环境研究会相联系， 该研究会每两年为专门研究文学中的环境问题的学者举办一次会议。文学与环境研究会出版一份名为《文学与环境中的跨学科研究》期刊，在这本期刊上面可以发现当代的美国学者。
生态批评是一种非常宽泛的研究方法，还以其他名称为人所知，包括绿色（文化）研究，和环境文学批评。

## 定义
相比其他政治形式的批评，有关生态批评的道德和哲学目标争议较少，尽管其范围已迅速从自然写作，浪漫诗歌，经典文学扩展至电影，电视，戏剧，动物故事，建筑，科学故事和极其广泛的文学文本。同时，生态批评从文学其他领域，社会和科学研究中大量借鉴方法论和理论上可靠的方法。
谢丽尔·菲尔迪在《生态批评读者》中下的定义是“生态批评是有关文学和自然环境关系的研究”， 该方法的隐含目标之一就是弥补菲尔迪所说的“被轻视的自然写作体裁”的专业尊严。 劳伦斯·布艾尔将“生态批评”定义为环保实践承诺精神下进行的文学和环境关系研究”。
西蒙·埃斯托克在2001年指出“尽管有争议，生态批评自成一家，其一是由于其采取的伦理立场和承诺把自然世界作为重要之事而非简单的主题研究对象，其二是其承诺建立联系”。
最近，在一篇将生态批评扩延至莎士比亚研究的文章中，埃斯托克争辩道生态批评不仅仅是自然或是文学中的自然事物的研究；而是，任何致力于通过分析在文献中（文学或其他方面）体现自然环境或其其他方面的-主题，艺术，社会，历史，意识形态，理论，或其他方面，并推动物质世界的物质实践的功能实现变革的理论。” 这一观点呼应了生态批评分支中文化生态学的功能研究方法，该方法分析生态系统和想象文本之间的类比，并假定这些文本在文化系统中有潜在的生态（再生的，焕发活力的）功能。
正如麦克·P·科恩所说，“如果你想做一个生态批评家，准备好解释你所做的，准备好遭受批评如果不是讽刺的话”。毫无疑问，科恩自己也是批评者之一，指出生态批评的问题之一就是他所说的批评中的”赞歌派“。所有的生态批评家都有某种环保动机，不过多数是‘自然认可派’， 有的是‘自然怀疑派’。在某种程度上，这需要人们共同意识到自然被用来指合法性别，性和种族规范的方式（因此，例如同性恋被视为不自然），但是也包括对将生态语言放入生态批评的用法怀疑；它也包括对造成环境恶化的自然和环境文化规范的方式批评。格雷格. 加勒德将“田园生态学” 称为未被打扰的的自然一派平衡和谐的观念， 而达纳·菲利普在“生态学的真相”中批评了自然写作的文学水准和科学精确度。同样地，也有人呼吁要意识到环境正义运动在重新定义生态批评话语中的地位。
为了回应生态批评是什么或应该是什么的问题，卡米洛·高米德提出了一个涵盖面广又易鉴别的操作性定义：“该调查领域分析推动提出有关人类同自然互动的道德问题的艺术作品，同时激发观众节制生活，而这种节制对后代仍将具有约束力。他把用有关亚马逊森林砍伐的电影改编测试该理论。实施了高米德定义，约瑟夫 .亨瑞.沃格尔认为生态批评包括思想经济学派，因为它让观众去讨论没有技术解决方案的资源分配问题。阿什顿.尼科尔斯最近争论说对自然的浪漫解读的历史危险现在需要被“城市自然栖息”所代替，该观点认为城市生活和自然世界紧密相连，赞同人类像其他物种一样过轻生活。

## 生态批评在文学研究中的发展
生态批评者研究诸如自然一词背后精确的生态观，对地点的审查是否应该成为和阶级、性别或是种族类似的区别范畴。生态批评者审视人类的荒野观，和它在整个历史中的变化，以及当前的环境问题是否在流行文化和现代文学中得到准确表现或有所提及。生态批评者认为其他学科，比如历史，经济学，哲学，伦理学和心理学也是生态批评可能的促进因素。
威廉·吕克特可能是第一个使用生态批评一词的人。1978年，吕克特发表了一篇题为《文学和生态学：一次生态批评实验》，作为雷切尔·卡森1962年揭露环境的寂静的春天的环境批评。他的目的是想聚焦“文学研究中生态学和生态理念的运用”。
自从20世纪60年代末和70年代环境保护论爆发后，具有环保意识的个人和学者就一直在出版生态理论和批评的进步作品。不过，因为没有有组织的运动去研究文学中的生态和环境方面，那些重要作品四零五散，以不同的主题标题被归类：田园主义，人类生态学，地区主义，美国研究等等。例如，英国马克思主义批评家雷蒙·威廉于1973年写了一部有关田园文学的创新性批评文章，《乡村和城市》。
另一篇早期生态批评文章，约瑟夫.米克的《生存喜剧》，提出的观点随后主导了生态批评和环境哲学；他认为环境危机主要是西方分离文化和自然并将前者提升至道德优势的文化传统造成的。这样的人類中心主義在主人公的道德斗争比单纯的生理生存更重要的可悲理念中找到，然而，米克断言动物行为学科学说明得过且过和“做爱不要战争”的连环模式有更高的生态价值。在随后的第二波生态批评中，米克采纳了具有明显科学准则的生态哲学观点作为文学价值衡量标准，而这一衡量标准相比威廉就文学体裁中的自然体现转变进行的思想和历史批判占据优势。
正如菲尔迪在《生态批评读者》指出的那样，“早期努力四零五散的标志之一就是批评家们几乎不引用其他人的作品；他们不知道那些作品的存在......每个人都是独自在荒野中嚎叫。” 不过，不像女权主义者和马克思主义者批评，生态批评未能在20世纪70年代形成一致的运动，实际上在美国直到20世纪90年代生态批评才形成一致的运动。
20世纪80年代中期，学者们开始集体合作以把生态批评作为类别建立起来，主要是通过西方文学协会来运转，在协会中作为非小说文学类型的自然写作的再评价能够得以实现。1990年，在內華達大學雷諾分校，菲尔迪成为首位持文学和环境教授学术职位的人，该校将其当时设立的职位保留为生态批评的精神家园，即使当文学环境研究会已经发展成单单在美国就有数千会员的组织时。从20世纪90年代末起，文学环境研究会新的分会和附属组织在英国，日本，韩国，澳大利亚和新西兰 (ASLEC-ANZ)，印度(OSLE-India)，台湾，加拿大和欧洲等地设立。